# Serra Dourada
Serra Dourada är en kommun i Brasilien.   Den ligger i delstaten Bahia, i den östra delen av landet, 500 km nordost om huvudstaden Brasília. Antalet invånare är 18 112.
Omgivningarna runt Serra Dourada är huvudsakligen savann. Runt Serra Dourada är det glesbefolkat, med 15 invånare per kvadratkilometer.